# Vítek Prokop
Vítek Prokop (* 27. září 1999) je český student a levicový politik, bývalý člen Levice.

## Život
Narodil se v září 1999. Vyrůstal ve městě Loket na Sokolovsku. Jeho matka pracovala jako zdravotní sestra, otec byl v invalidním důchodu; dle svých slov vyrůstal v chudobě. V roce 2019 složil maturitu na Gymnáziu Sokolov, v roce 2020 začal studovat politologii a mezinárodní vztahy na Katedře politologie a mezinárodních vztahů Fakulty filozofické Západočeské univerzity, přičemž v roce 2022 strávil jeden semestr na Valdosta State University ve Valdostě v Georgii. Téhož roku se stal členem Akademického spolku studentů politických věd v Plzni, ve kterém postupně vystřídal několik funkcí.
V roce 2023 získal Prokop bakalářský titul, když obhájil bakalářskou práci s titulem Je univerzální nepodmíněný příjem pro všechny spravedlivý? Kritika van Parijsova konceptu. Své bakalářské studium ukončil s vyznamenáním a děkan fakulty David Šanc mu za jeho bakalářskou práci udělil pochvalu. Na Západočeské univerzitě pokračoval i v magisterském studiu stejné kombinace studijních oborů.
Prokop přispívá do různých levicových periodik jako Naše pravda a Argument, některé jeho články byly zveřejněny také ve Studentských listech, Britských listech a v časopisu Solidarita. V lednu 2025 například ve svém článku kritizoval manžela dcery Petra Fialy Michala Chládka za jeho pravicové postoje.
Vedle politiky patří mezi jeho koníčky čtení a vaření.

### Politické působení
V roce 2022 se stal členem strany Levice. V lednu 2023 začal působit jako tiskový mluvčí strany a téhož roku byl zvolen členem stranického celostátního výboru a také místopředsedou strany. V červnu 2023 se stal zástupcem strany ve výkonném výboru Strany evropské levice.
V evropských volbách v roce 2024 kandidoval na 3. místě kandidátní listiny strany na funkci poslance Evropského parlamentu. Získal 65 preferenčních hlasů a zvolen tak nebyl (kandidátní listina strany získala 0,07 % hlasů). Ve straně Levice tou dobou působil také jako předseda její mediální komise. V roce 2024 kromě strany Levice také podporoval hnutí Budoucnost.
V lednu 2025 Prokop rezignoval na funkci tiskového mluvčího strany Levice a v březnu 2025 ze strany vystoupil. Ihned poté se zapojil do činnosti v rámci hnutí Stačilo!. Stal se vedoucím plzeňské organizace hnutí a lídrem kandidátní listiny hnutí ve sněmovních volbách v roce 2025 v Plzeňském kraji. Deník Alarm jej přitom označil za jednoho z reprezentantů hnutí, kteří skutečně akcentují levicová témata.